# Elisabet Dorotea de Saxònia-Gotha-Altenburg
Elisabet Dorotea de Saxònia-Gotha-Altenburg - Elisabeth Dorothea von Sachsen-Gotha-Altenburg (alemany) - (Coburg, Alemanya, 8 de gener de 1640 - Butzbach, 24 d'agost de 1709) fou una noble alemanya, filla d'Ernest I de Saxònia-Gotha-Altenburg (1601-1675) i d'Elisabet Sofia de Saxònia-Altenburg (1619-1680).
El 1675 Elisabet Dorotea s'ocupà de la regència de Hesse-Darmstadt, primer en nom del seu fillastre Lluís VII i després de la mort d'aquest, el 1678, en nom del seu propi fill Ernest Lluís. Per a l'exercici d'aquesta funció disposava d'un consell de regència, que presidia ella mateixa de forma enèrgica i intel·ligent. Durant el ser regnat, que durà fins al 1688, el país experimentà un creixement important. Acabat el període de regència es retirà a Butzbach, des d'on va procurar continuar influint positivament en el seu fill en els afers polítics.
El 5 de desembre de 1666 es casà al castell de Friedenstein, a Gotha, amb Lluís VI de Hessen-Darmstadt (1630-1678), fill del landgravi Jordi II (1605-1661) i de Sofia Elionor de Saxònia (1609-1671). El matrimoni va tenir vuit fills: 
- Ernest Lluis (1667-1739), casat primer amb la princesa Dorotea Carlota de Brandenburg-Ansbach (1661-1705), i després amb la comtessa Lluïsa Sofia de Spiegel (1690-1751).
- Jordi (1669-1705).
- Sofia Lluïsa (1670-1758), casada amb Ernest Albert II d'Oettingen-Oettingen (1669-1731).
- Felip (1671-1736),casat amb Maria Teresa de Croy (1673-1714).
- Joan (1672-1673).
- Enric (1674-1741).
- Elisabet Dorotea (1676-1721), casada amb Frederic III de Hessen-Homburg (1673-1746).
- Frederic (1677-1708), casat amb Petronella de Stockhausen Mans (1677-1751).